# Halozetes fulvus
Halozetes fulvus är en kvalsterart som beskrevs av Engelbrecht 1975. Halozetes fulvus ingår i släktet Halozetes och familjen Ameronothridae. Inga underarter finns listade i Catalogue of Life.